# Oblastní muzeum Praha-východ
Oblastní muzeum Praha-východ je příspěvkovou organizací Středočeského kraje. Hlavní sídlo oblastního muzea se nachází ve městě Brandýs nad Labem-Stará Boleslav v okrese Praha-východ v původně renesančním měšťanském domě, zvaném Arnoldinovský dům. Součástí muzea jsou i další objekty.

## Popis a historie
Muzeum bylo založeno v roce 1911, ale první skutečná expozice však vznikla až v letech 1937–1938, kdy se muzeum přestěhovalo do propůjčených prostor v brandýském zámku. Roku 1975 získalo muzeum do své správy objekt Arnoldinovského domu, jenž je kulturní památkou a v němž sídlí dodnes. Po rekonstrukci zde byla v roce 1989 otevřena expozice s názvem „Brandýsko v proměnách času“. Od 5. srpna 2024 prochází hlavní sídlo muzea rekonstrukcí a je uzavřeno. Rozsáhlá přeměna expozice by měla být dokončena do letních prázdnin 2025, oficiální otevření se chystá na začátek září 2025.
Kromě hlavní budovy v Arnoldinovském domě jsou součástí muzea tyto objekty:
- Brandýská katovna
- Památník Josefa Lady v Hrusicích
- Památník národního útlaku a odboje v Panenských Břežanech

Muzeum navíc provozuje expozici v prostorách hradu Jenštejn.
Ředitelem Oblastního muzea Praha-východ je historik Ing. Vlastislav Janík.

## Expozice

### Muzeum Brandýs nad Labem – Arnoldinovský dům
Stálá expozice v Arnoldinovském domě je věnována regionu Brandýska. Tvoří ji část přírodovědná (geologie, fauna a flora), archeologická (nejstarší osídlení, poklady, významné výzkumy), etnografická (řemesla) a historická (Stará Boleslav, svatý Václav, Palladium země české).

### Brandýská katovna
Katovna se nachází nedaleko centra v Brandýse nad Labem a v 17. a 18. století sloužila jako obydlí katů. Objekt získalo muzeum v 60. letech 20. století v havarijním stavu. Po rekonstrukci katovna sloužila jako výstavní prostor a po přestěhování muzea do Arnoldinovského domu v ní byl zřízen depozitář. Od roku 2008 je katovna otevřena pro veřejnost. Expozice se věnuje dějinám hrdelního a útrpného práva.

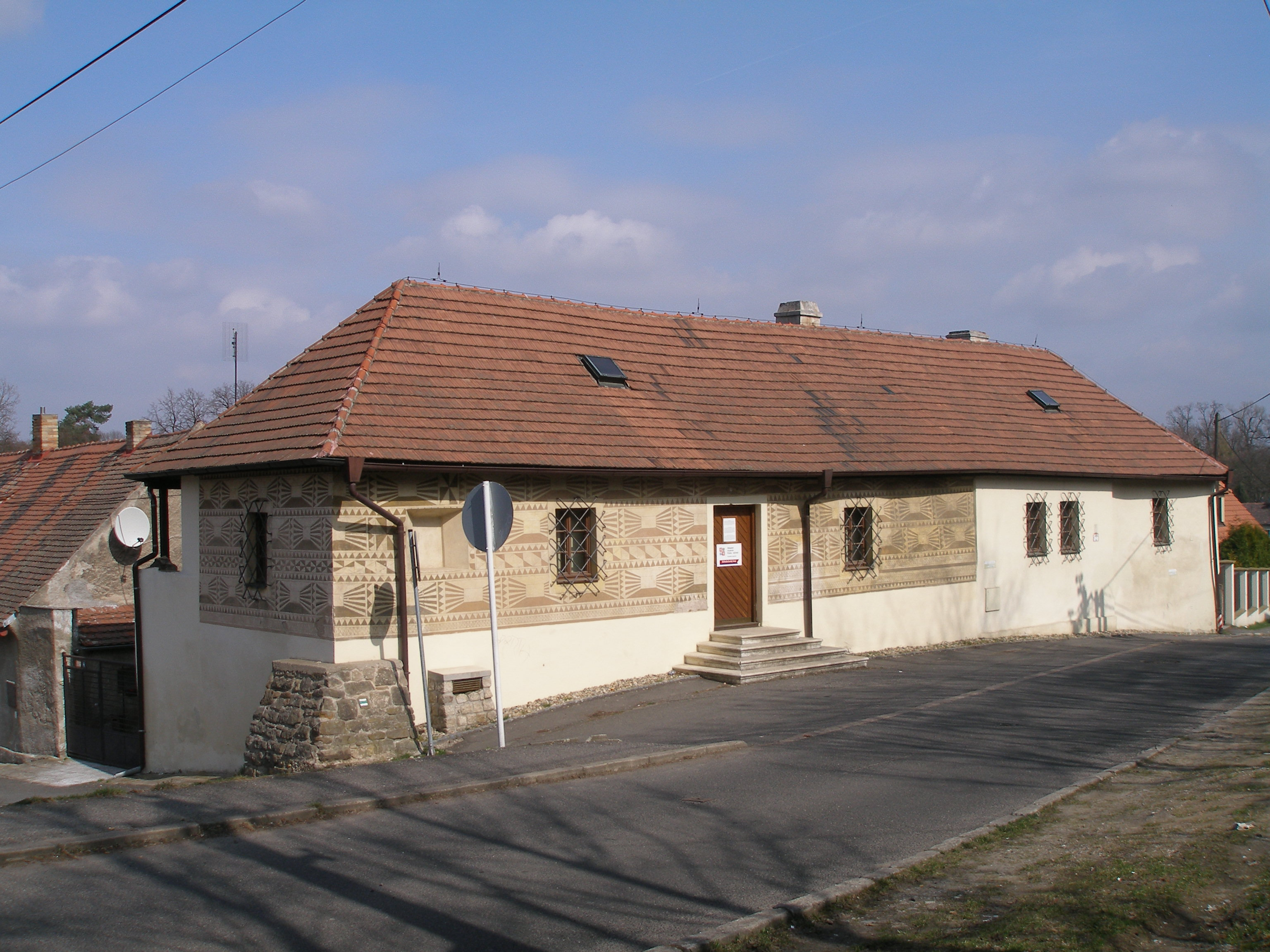
Budova katovny

### Památník Josefa Lady
Památník Josefa Lady a jeho dcery Aleny Ladové se nachází v Hrusicích v domě č. p. 115, v tzv. Ladově vile, kterou využívala Ladova rodina k letním pobytům. Expozice byla otevřena 18. června 1986. Součástí expozice jsou rodinné fotografie, model hrusického kostelíku a rodného domku či Ladova pracovna. V několika místnostech jsou vystaveny Ladovy obrazy a ilustrace.

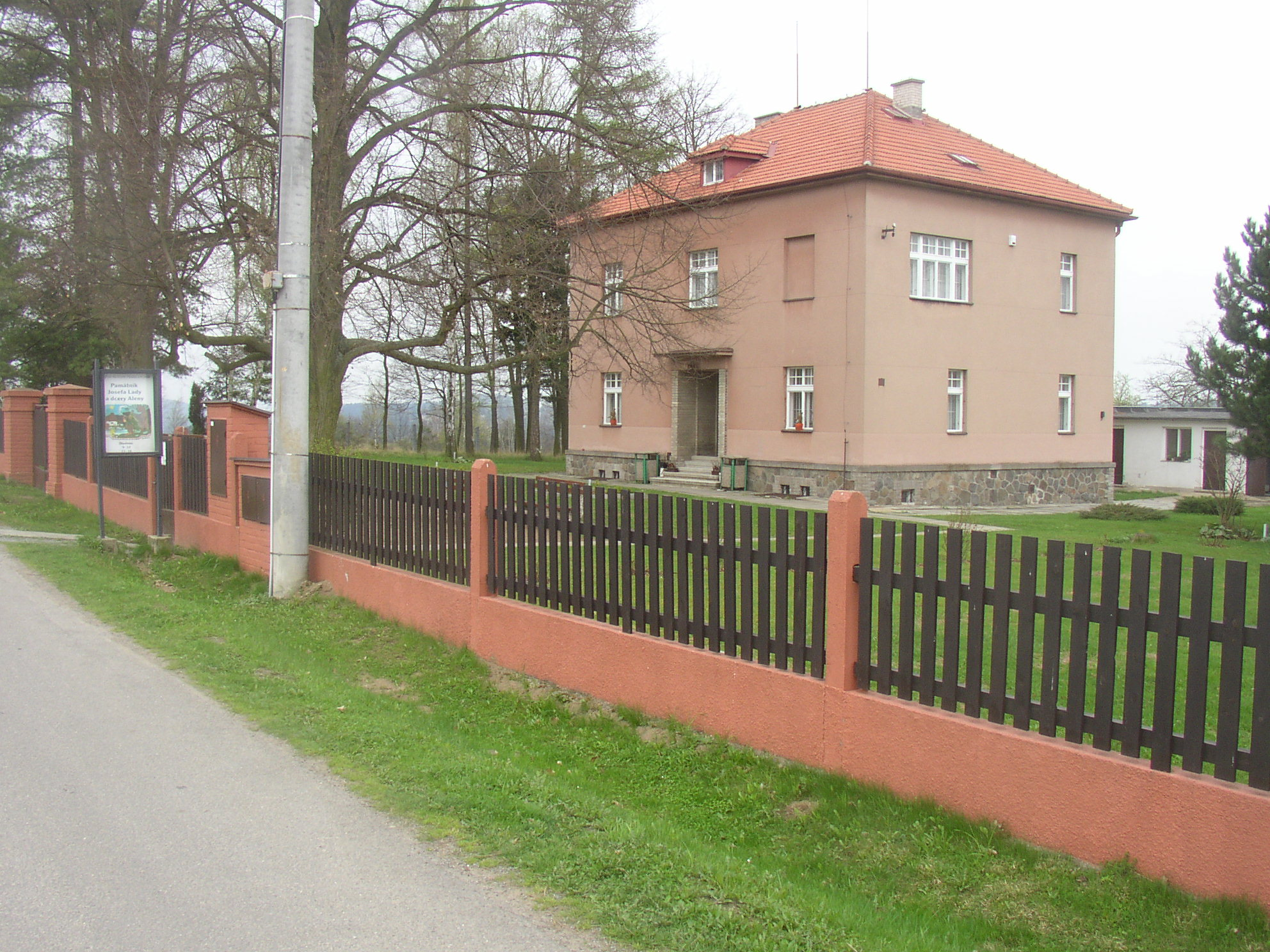
Ladova vila

### Památník národního útlaku a odboje

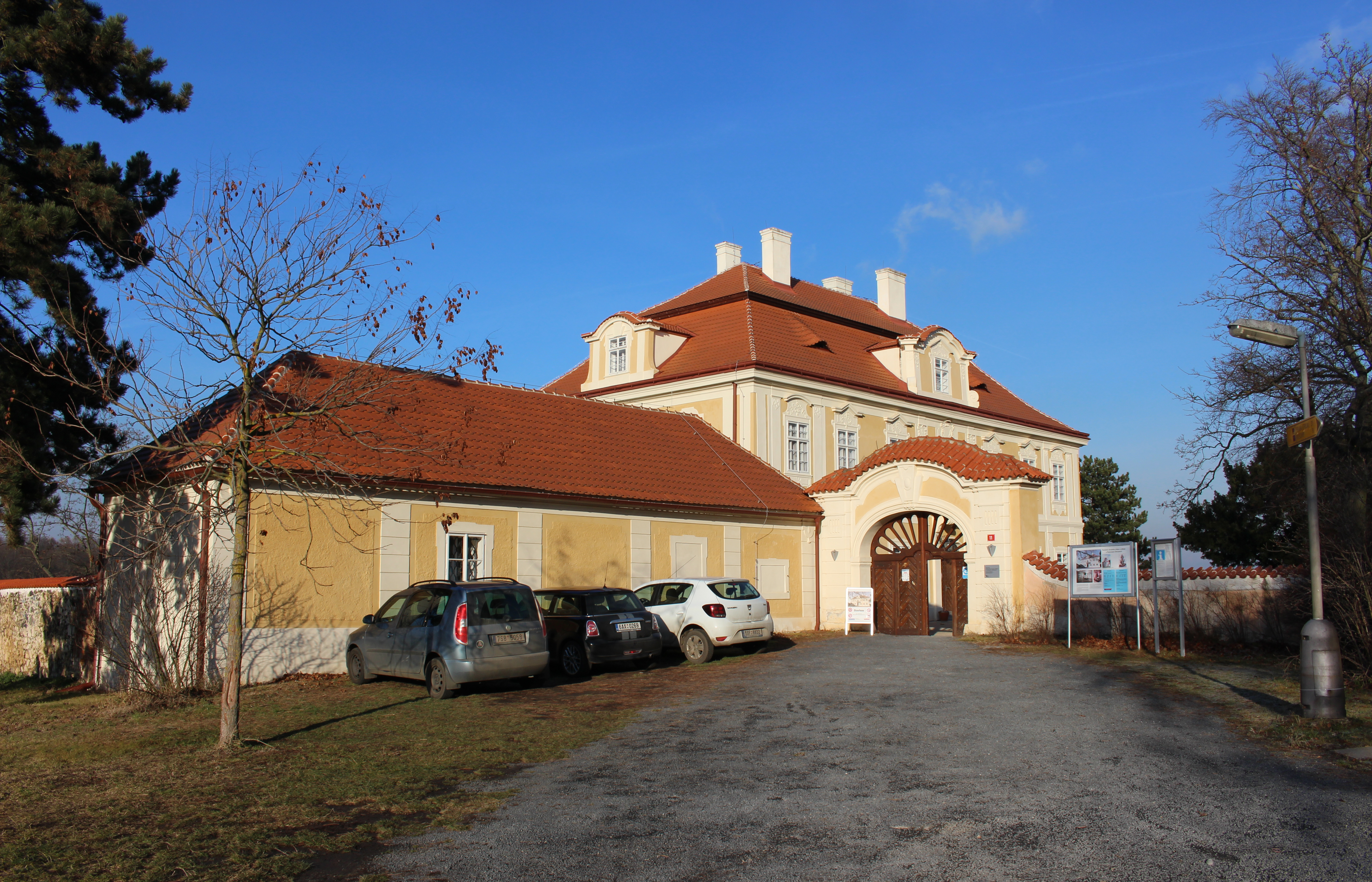
Památník národního útlaku a odboje

Památník národního útlaku a odboje se nachází v areálu tzv. Horního zámku v někdejším sídle Karla Hermanna Franka v obci Panenské Břežany. Památník byl otevřen 8. prosince 2016 a v národní soutěži muzeí Gloria musaealis 2016 zvítězil v kategorii „Muzejní počin roku“. Multimediální expozice s názvem „Zločin a trest“ mapuje období z let 1936–1945. Během interaktivní prohlídky návštěvník například projde modelem vlaku a „zažije“ transport do koncentračního tábora, seznámí se s operací Anthropoid, nahlédne do cely s K. H. Frankem čekajícím na rozsudek, spatří repliku pankrácké gilotiny či zasedne v soudní síni, v níž bylo rozhodnuto o trestu nad válečnými zločinci a kolaboranty. Přístupný je také park v areálu, včetně kaple svaté Anny od Jana Blažeje Santiniho-Aichela.